# Nagyboldogasszony-szoborcsoport (Nyitra)
A Nagyboldogasszony-szoborcsoport egy vallási témájú szoborcsoport, ami a szlovákiai Nyitrai kerületben elhelyezkedő Nyitra városában, a Várhegyen, a várkapuhoz vezető híd előtti teresedés területén található. A szakrális témájú építményt továbbá Mária-oszlop és -szoborcsoport, Immaculata-emlék, valamint fogadalmi pestisoszlop néven is ismerik a helyiek. A szoborcsoport teljes magassága mintegy tizenegy méter. Az alkotást Esterházy Imre püspök megbízásából Martin Vogerl szobrász készítette 1750-ben. Az emlékmű számít a település legnagyobb méretű szoborcsoportjának.
A Nagyboldogasszony-szoborcsoportot Esterházy Imre (1663–1745) hercegprímás, katolikus főpap és főkancellár állíttatta annak emlékére, hogy befejeződött az egy évvel korábban, 1749 körül pusztító pestisjárvány. Az emlékmű megalkotásával Martin Vogerl (1714–1770) osztrák származású barokk szobrászművészt és kőfaragót bízta meg, aki már 1750-ben elkészítette és felállította a Mária-oszlopot, illetve a szoborcsoport alakjait. Az emlékművet megalkotásának oka miatt többek között fogadalmi pestisoszlop néven is említik. A csoport gazdag barokk stílusban készült el. Az alkotó neve a szoborcsoport talapzatán is megtalálható.
Az oszlop alapanyagának eredetileg a homokkő számított, hasonlóan a szoborcsoportot alkotó, királyokat és angyalokat formáló szobrokhoz, amelyek a Mária-alakot tartó oszlop körül helyezkednek el. Ennek következtében, részben a nedvesség hatására a szobrok elkezdtek töredezni, egy részük el is tűnt. Ennek legfontosabb kiváltó oka az volt, hogy a várba felvezető emelkedőről az esővíz mind a szobor talapzatába folyt, majd felgyülemlett benne. Emiatt az emlékművet állapota miatt viszonylag gyakran kellett felújítani és restaurálni, így először 1850-ben, majd 1933-ban, 1944-ben, illetve 1955-ben és 1956-ban is sor került a szoborcsoport ilyen restaurálására.
Az 1970-es évek környékére a szoborcsoport állapota ismét annyira leromlott, hogy újabb felújításra lett volna szüksége. 1974-ben a műemlékvédők már felhívták a hivatalok figyelmét arra a problémára, hogy akár arra is esély lehet, hogy a központi Mária-oszlop akármelyik pillanatban kidől. Ennek ellenére az emlékmű restaurálási pályázatát csak tizennyolc év elteltével, 1992-ben hirdették meg a Nyitrai Püspöki Hivatalnál, ugyanis abban az időben az ilyen hivatalok nem fordítottak kiemelt figyelmet az egyházi jelleggel bíró szobrok megőrzésére. A pályázat győztese Marián Hruštinec szlovák szobrászművész és restaurátor lett, aki a felújítás teljes költségét mintegy hét és fél millió csehszlovák koronára becsülte, a munkák befejezését pedig 1994-re ígérte.
A felújítás kivitelezésével megbízott restaurátor azonban sem a munka költségét, sem az előre megígért befejezési időpontot nem tudta betartani. Ezen kívül fény derült a szobrász rekonstrukcióval kapcsolatos anyagi jellegű visszaéléseire is, ezért Hruštinecet 1997-ben kizárták a restaurátorok kamarájából, majd három évvel ezt követően, 2000-ben a megbízó püspöki hivatal hivatalosan is szerződést bontott vele. Mindezek után többek közt az is kiderült, hogy nem pontosak az Immaculata-emlék mellékalakjainak, a királyoknak a már elkészült másolatai sem, ezért ezek újraöntésére is sor került. Ezt a feladatot Hruštinec még elvégezte, viszont a munkáért járó pénzzel kapcsolatban hosszú pereskedést folytatott vele a püspöki hivatal.
2008-ban Nyitra városának önkormányzata anyagi támogatást nyújtott a szoborcsoport környékének további fejlesztésére – ennek az adománynak köszönhetően elvégezték a szobor körüli terület vízelvezetését, valamint a talapzatának kiszárítását. Ezt követően a műemlékvédelmi hivatalnak a javaslatára a felújított Immaculata-szobrocskát visszahelyezték az eredeti helyére, a Mária-oszlop tetejére. A csoport mellékalakjait, a négy királyt és az angyalokat a nemesi címerekkel együtt 2006-ban egy raktárban helyezték el. Ezután a szoborcsoportot körülvevő kőlépcsőket és kőkorlátot felújították, később az egészet konzerválták. Végül a szobrokat is visszaállították. A munkálatokat teljes egészében 2008 júniusának végén fejezték be. A restaurálási folyamatok teljes költségét több mint tízmillió szlovák korona becsülték. A szobrot augusztus 15-én, Nagyboldogasszony napján szentelték újra.
A tizenegy méter magas szoborcsoport központi és legfontosabb elemének a Mária-oszlop számít, amelynek a tetején egy Szűz Mária alakját megformáló Immaculata-szobor helyezkedik el. A talapzat négy oldalán négy magyar uralkodó – Szent István, Szent Imre, Szent László és IV. Béla – alakjait ábrázoló királyszobrok állnak, alattuk pedig néhány angyalszobor, illetve több dombormű található. Az utóbbiak nagy része egyes nemesi címereket ábrázol. Az alkotást négyzet alaprajzban mellvéd keríti el a tértől. Az értékes köztéri szobrot kamerás megfigyelés alatt tartják. Számos elemében nagy hasonlóságot mutat a nyitrai emlékművel az alsó-ausztriai Hainburg an der Donau városában található Mária-oszlop, amelyet szintén Martin Vogerl köztéri alkotásai között tartanak számon. Az osztrák mester készítette továbbá azt a Gödöllőn található Mária-oszlopot is, amelyhez a nyitrai és hainburgi szobrokat vette alapul. A mű Szeplőtelen fogantatás szoborcsoport néven is ismert.